# Джеймс Мішель
Полковник Джеймс Алікс Мішель (фр. James Alix Michel; нар. 18 серпня 1944, Мае, Сейшельські острови) — президент Сейшельських Островів з 16 серпня 2004 року по 16 жовтня 2016 року.

## Біографія
Спочатку був учителем, потім працював у туристичній індустрії. Після здобуття Сейшелами незалежності в 1976 році вступив у партію «Сейшельський народний прогресивний фронт» прем'єр-міністра країни Франса-Альберта Рене. Наступного року брав участь у перевороті останнього проти президента Джеймса Менхема. При новому президентові, яким і став Рене, Мішель займав різні урядові пости, керував економікою країни. З 1996 року — віце-президент. У 2004 році Франс-Альберт Рене пішов у відставку, і Мішель став президентом, а в 2006 (набрав 53,7 % голосів виборців) і в 2011 (набрав 55,4 %) роках був переобраний на цю посаду.
У роки правління президента Джеймса Мішеля Сейшели відчувають економічний бум, заснований на туризмі та секторах рибальства. Мішель відіграв важливу роль у процесі демократизації країни, який почався з багатопартійних виборів у 1993 році. Разом з тим, Сейшельські острови все ще страждають через обмеження свободи слова, опозиція звинувачує уряд у фальсифікації виборів.